# Сорья, Шавьер
Франсеск Шавьер Сорья Гомес (кат. Francisco Xavier Soria Gómez; 2 июня 1972) — андоррский футболист, полузащитник. Выступал в национальной сборной Андорры.

## Клубная карьера
В 1998 году начал выступать за команду «Санта-Колома», которая выступала в чемпионате Андорры. Провёл четыре игры в квалификации Кубка УЕФА. С 2003 года по 2007 год являлся игроком другой андоррской команды «Сан-Жулиа»

## Карьера в сборной
В 1999 году главный тренер национальной сборной Андорры Давид Родриго пригласил Шавьера в стан команды карликового государства, которая является одним из аутсайдеров мирового футбола. Тогда ему было 27 лет. Дебютировал в составе сборной Андорры 9 октября 1999 года в отборочном матче к чемпионату Европы 2000 против Армении (0:3).
В феврале 2000 года провёл две игры на турнире Ротманс, который проходил на Мальте. В отборочном турнире к чемпионату мира 2002 года Сорья сыграл в шести встречах. Последний раз в футболке сборной сыграл 7 июня 2002 в товарищеской игре с Арменией (0:2).
Всего за сборную Андорры он провёл десять матчей.